# Divadlo na Vídeňce
Divadlo na Vídeňce, německy Theater an der Wien, je divadlo, které se nachází ve Vídni na ulici Linke Wienzeile v městském obvodu (Stadtbezirk) Mariahilf. Přívlastek „an der Wien“ v názvu divadla znamená „u [říčky] Vídeňky“. Tato říčka v současnosti teče u budovy divadla v podzemí a je překryta dlažbou.

## Dějiny

Interiér divadla Na Vídeňce

Emanuel Schikaneder, známý jako Mozartův libretista (napsal libreto opery Kouzelná flétna), obdržel v roce 1786 licenci od rakouské vlády na stavbu divadla. Stavět se začalo v roce 1789 a budova byla dokončena v roce 1801 v empírovém stavebním slohu. (Mezitím v letech 1787–1801 divadlo hrálo v prozatímním působišti v budově Freihausu pod názvem Theater auf der Wieden.) Oficiální otevření se konalo 13. června představením opery Alexander od Alexandra Teybera. V divadle se konaly mnohé světové premiéry. Z oper to byl např. Fidelio od Beethovena. Koncem 19. a začátkem 20. století se divadlo stalo nejvýznamnějším centrem vídeňské operety, světovou premiéru zde měla většina děl známých skladatelů.
Během tohoto slavného období se v divadle vystřídali dva ředitelé, kteří svou činností výrazně přispěli ke slávě vídeňských operet. U zrodu vídeňské operety stál ředitel František Jan Pokorný a jeho syn Alois Pokorný, kteří angažovali Suppého a uvedli některé z jeho prvních děl. Jejich nástupce Friedrich Stramper, přivedl do Vídně Girardiho, na druhé straně však ukončil angažmá Carla Millöckera. U prvních úspěchů Millöckerových a Straussových operet stáli Maximilián Steiner a jeho syn Franz. Během jejich vrcholného období, koncem 19. století, byl ředitelem Divadla na Vídeňce velký divadelní talent, ale i dobrodruh Franz von Jauner. Během tzv. stříbrného období vídeňské operety stál v čele divadla William Karczag, který uvedl mnohé Lehárovy operety. Jeho maďarský původ mu velmi pomohl i ve vyhledávání nových talentovaných skladatelů (v čele s Emmerichem Kálmánem), kteří se v té době vynořili v Budapešti.
Po druhé světové válce se budova divadla stala náhradní scénou vybombardované Vídeňské státní opery. V roce 1955 byla uzavřena a počátkem 60. let jí hrozilo přebudování na garáže. K tomu však nedošlo a v roce 1962 bylo divadlo znovu otevřeno jako hudební divadlo. Donedávna tvořily těžiště repertoáru velké muzikálové produkce (premiéru zde měl nejúspěšnější muzikál z německy mluvících zemí Elisabeth), v rámci festivalů Wiener Festwochen a Klangbogen byly uváděny i opery a operety. Od roku 2006 se divadlo prezentuje opět jako operní - stagionového typu. Jubilejní mozartovský rok 2006 byl programově věnován odkazu tohoto skladatele.